# Carex ischnostachya
Carex ischnostachya är en halvgräsart som beskrevs av Ernst Gottlieb von Steudel. Carex ischnostachya ingår i släktet starrar, och familjen halvgräs. Inga underarter finns listade i Catalogue of Life.